# 西大寺 (奈良市)
西大寺（さいだいじ）は、奈良県奈良市西大寺芝町にある真言律宗の総本山の寺院。山号は勝宝山。本尊は釈迦如来。奈良時代に孝謙上皇（重祚して称徳天皇）の発願により、僧・常騰を開山（初代住職）として建立された。南都七大寺の1つとして奈良時代には壮大な伽藍を誇ったが、平安時代に一時衰退し、鎌倉時代に叡尊によって復興された。

## 歴史

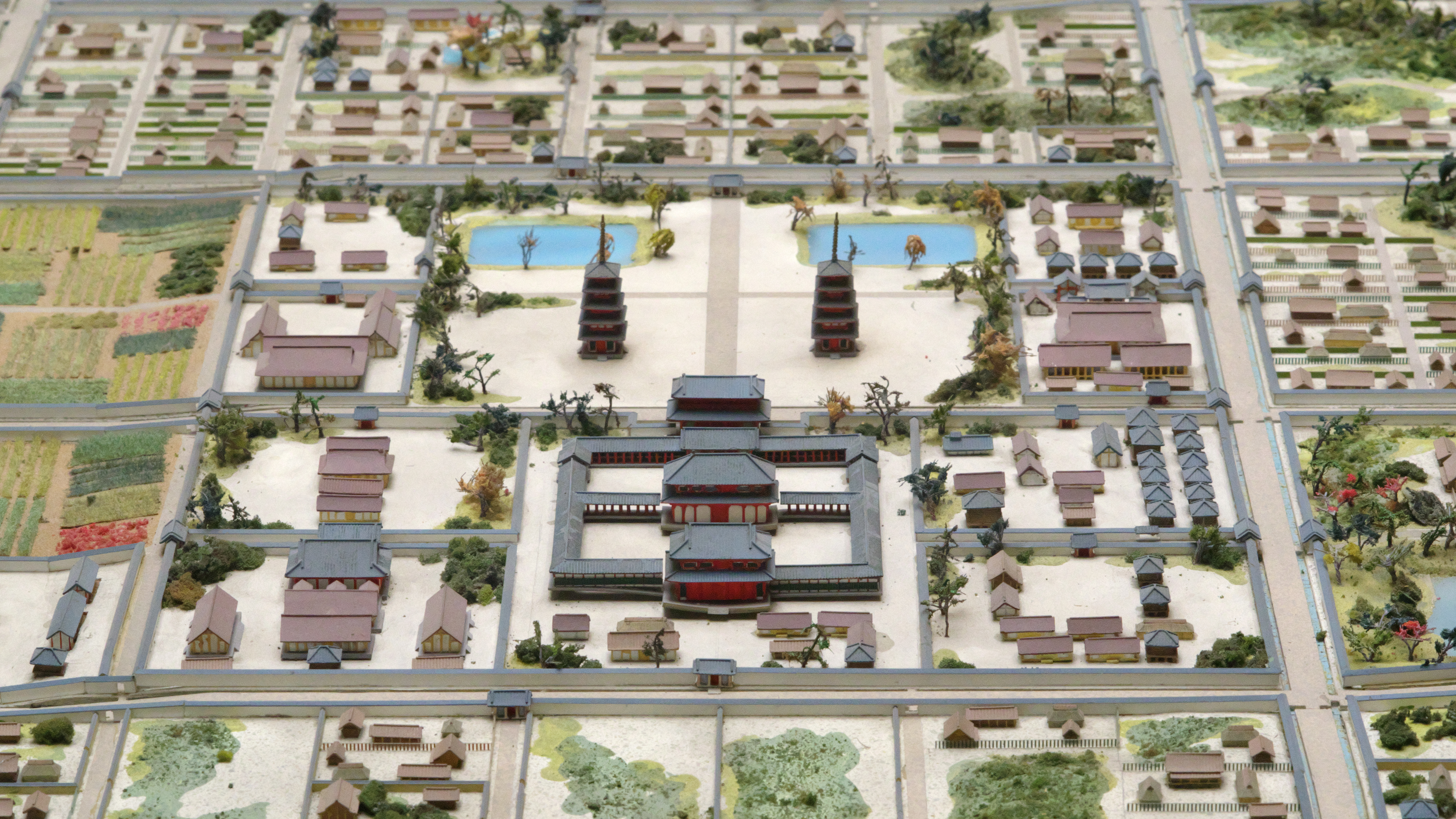
創建時西大寺の模型（奈良市役所所蔵平城京1/1000模型の一部）
北側から見る

### 創建
宝亀11年（780年）の『西大寺資財流記帳』によれば、創建の経緯は以下のとおりである。天平宝字8年（764年）9月、孝謙上皇は恵美押勝の乱平定を祈願して金銅四天王像の造立を発願した。なお、孝謙上皇は同年10月重祚して称徳天皇となった。翌天平神護元年（765年）、前述の四天王像が造立され、西大寺が創建された。この四天王像4体は西大寺四王堂に今も安置されるが、各像が足元に踏みつける邪鬼だけが創建当時のもので、像本体は後世の作に代わっている。
西大寺の創建当時は僧・道鏡が中央政界で大きな力を持っており、西大寺の建立にあたっても道鏡の思想的影響が大きかったものと推定されている。護国のために四天王像を安置するのは『金光明最勝王経』に基づくものである。
「西大寺」の寺名はいうまでもなく、大仏で有名な「東大寺」に対するもので、奈良時代には薬師金堂、弥勒金堂、四王堂、十一面堂、東西の五重塔などが立ち並ぶ壮大な伽藍を持ち、南都七大寺の1つに数えられる大寺院であった。前述の『資財流記帳』の記載や、元禄11年（1698年）作成の伽藍絵図から復元される伽藍配置は以下のようなものである。寺域の中心には薬師金堂が建ち、その背後、通常の寺院では講堂のある位置には弥勒金堂が建っていた。これら中心伽藍の東には小塔院、その北に食堂院（じきどういん）、中心伽藍の西には正倉院、その北に政所院（まんどころいん）があった。中心伽藍の前方（南）には東西2基の五重塔が建ち、これらの東に四王院、西に十一面堂院があり、四王院の南に東南角院（すみいん）、十一面堂院の南に西南角院があった。塔は八角形で計画されたが、途中で四角形に改められた。
『資財流記帳』によれば、これらの諸堂には密教系の像を含む多数の仏像が安置され、多くの鏡で荘厳されていた。薬師金堂には、薬師三尊像を中心に計21体の仏像が安置され、中には密教系の孔雀明王像も含まれていた。弥勒金堂には計77体もの仏像が安置され、弥勒仏の兜率天浄土を表現していた。
しかし、寺は平安時代に入って衰退し、火災や台風で多くの堂塔が失われ、興福寺の支配下に入っていた。

### 叡尊による復興
西大寺の中興の祖となったのは鎌倉時代の僧・叡尊（興正菩薩、建仁元年（1201年） - 正応3年（1290年））である。叡尊は建仁元年（1201年）、大和国添上郡（現・大和郡山市）に生まれた。11歳の時から醍醐寺、高野山などで修行し、文暦2年（1235年）、35歳の時に初めて西大寺に住した。その後一時海龍王寺（奈良市法華寺町）に住した後、嘉禎4年（1238年）西大寺に戻り90歳で没するまで50年以上、荒廃していた西大寺の復興に尽くした。叡尊は、当時の日本仏教の腐敗・堕落した状況を憂い、戒律の復興に努めた。また、貧者、病者などの救済に奔走し、今日でいう社会福祉事業にも力を尽くした。西大寺に現存する仏像、工芸品などには本尊釈迦如来像をはじめ、叡尊の時代に制作されたものが多い。その後も忍性などの高僧を輩出すると共に、荒廃した諸国の国分寺の再興に尽力し、南北朝時代の明徳2年（1391年）に出された『西大寺末寺帳』には8か国、同時代のその他の史料から更に十数か国の国分寺が西大寺の末寺であったと推定されている（なお、現存の国分寺のうち、西大寺と関係を持つのは旧伊予国分寺のみであるが、他にも複数の国分寺が真言宗各派に属している）。

### 室町時代以降
西大寺は明応8年（1499年）12月、大和国に攻め込んできた細川政元の家臣赤沢朝経によって焼き討ちされたり、文亀2年（1502年）の火災で東塔が炎上するなど大きな被害を受けた。
江戸時代に江戸幕府より300石の寺領を認められると、ようやく再建の途に付いた。現在の伽藍はすべて江戸時代以降の再建である。
西大寺は1895年（明治28年）6月に真言宗から独立し、真言律宗を組織した。真言律宗に属する寺院は、大本山宝山寺（奈良県生駒市）の他、京都・浄瑠璃寺、岩船寺、奈良・海龍王寺、奈良・不退寺、鎌倉・極楽寺、横浜・称名寺などがある。

## 本堂
重要文化財。寄棟造、本瓦葺。室町時代の焼失後に再建された堂が傷んだため、修理ではなく新築することとし、寛政10年（1798年）頃造営に着手、文化5年（1808年）頃完成したものである。土壁を一切用いず、装飾性の少ない伝統的な様式になる。江戸時代後期の大規模仏堂建築の代表作として、1998年（平成10年）に重要文化財に指定された。この堂はかつては宝暦2年（1752年）の建築とされていたが、正しくは前述のように19世紀初頭の建築である。鎌倉時代に建てられた光明真言堂の後身である。
- 木造釈迦如来立像（重要文化財） - 西大寺の本尊。建長元年（1249年）、仏師善慶作。いわゆる「清凉寺式釈迦如来像」の典型作で、京都・清凉寺にある三国伝来の釈迦像（「三国」とはインド、中国、日本のこと）の模刻である。像内には多数の納入品が納められていた。西大寺の鎌倉復興期の仏像は、本像の作者善慶をはじめ、名前に「善」字を用いる善派と呼ばれる一派の作が多い。
- 木造文殊菩薩及び脇侍像5体（重要文化財） - 正安4年（1302年）の作。像内には多数の納入品が納められていた。

## 愛染堂
奈良県指定有形文化財。近衛家からの寄進を受け、京都御所にあった近衛家政所御殿を叡尊の住房であった西室の跡地に宝暦12年（1762年）に移築したもの（移築年次は明和4年（1767年）とも）。詳しい理由は不明であるが、当時の近衛内前の政所であった、徳川宗春娘の頼君（霊樹院）のために寄進されたことが棟札より判明している。
- 木造愛染明王坐像（重要文化財）- 宝治2年（1247年）、仏師善円作。小像ながら、日本の愛染明王像の代表作の1つ。当初の彩色や切金文様がよく残る。秘仏で、毎年10月 - 11月頃に開扉される。作者の善円は、西大寺本堂本尊・釈迦如来像の作者である善慶と同人と推定されている。像内には、小像にもかかわらず多数の納入品が納められていた。
- 木造叡尊（興正菩薩）坐像（国宝） - 堂内向かって左の間に安置される、西大寺中興の祖・叡尊の肖像彫刻。弘安3年（1280年）、叡尊80歳の時の肖像で作者は仏師善春である。長い眉毛、団子鼻の風貌は像主の面影を伝えるものと思われる。西大寺の鎌倉再興期の仏像には像内に多数の納入品が納められているのが特色だが、中でもこの像には叡尊の父母の遺骨をはじめとするおびただしい資料が納入されていた。

## 四王堂
観音堂とも。延宝2年（1674年）再建。
- 木造十一面観音立像（重要文化財） - 平安時代後期の作。長谷寺式十一面観音。正安2年（1289年）に京都・白河にあった法勝寺十一面堂院の本尊を四王堂に移したもの。
- 四天王立像（銅造3体、木造1体）（重要文化財） - 元々は孝謙上皇発願の四天王像だが、現在は足下の邪鬼にのみ奈良時代のものを残す。像本体は持国天・増長天・広目天像が銅造、多聞天像のみ木造で、前の3体は鎌倉時代、多聞天は室町時代の作と推定される。

## 境内
- 本堂（重要文化財） - 文化5年（1808年）頃の再建。解説は既述。
- 東塔跡 - 本堂の前に東塔跡の基壇と礎石が残る。元々は八角七重塔として設計されたが縮小され、四角五重塔として建立された。文亀2年（1502年）に焼失した。
- 愛染堂（奈良県指定有形文化財） - 宝暦12年（1762年）に現在地に移築。解説は既述。
- 大黒堂 - 元は塔頭の三光院本堂。
- 本坊 - 前身は塔頭の二聖院である。
  - 庫裏
  - 書院（西室）
  - 奥書院
- 北通用門
- 鐘楼（奈良市指定有形文化財） - 寛文年間（1661年 - 1673年）再建。元は多田院（現・多田神社）の鐘楼で、明治に入って神仏分離となり、西大寺に移築されたもの。
- 寺山大師堂 - 1960年（昭和35年）に建立され、1973年（昭和48年）に弘法大師御生誕1200年を記念して改築された。
- 興正菩薩堂
- 光明殿 - 1978年（昭和53年）建立。信徒会館。大茶盛式はここで行われる。
- 興正殿 - 信徒会館。
- 清瀧権現
- 西国三十三所石仏群
- 南門（奈良県指定有形文化財） - 室町時代再建。
- 不動堂（護摩堂、奈良市指定有形文化財） - 寛永元年（1624年）再建。1979年（昭和54年）現在地に移築。
- 聚宝館 - 1960年（昭和35年）築。寺宝を展示する宝物館。
  - 木心乾漆塔本四仏坐像（重要文化財） - 釈迦如来、阿弥陀如来、阿閦如来、宝生如来の4体で木心乾漆造である。今は失われた五重塔の初層に安置されていたと思われるもので、奈良時代末期の作。4体のうち阿閦如来像は奈良国立博物館、釈迦如来像は東京国立博物館に寄託されている。
- 四王堂（観音堂） - 延宝2年（1674年）再建。解説は既述。
- 東門
- 四王堂南門
- 石落神社（いしらくじんじゃ、奈良市指定有形文化財） - 室町時代再建。西大寺東門前にある。
- 西大寺幼稚園
- 西大寺保育園

### 塔頭
- 一之室院
- 護国院
- 増長院 - 昭和初期に再興。
- 華蔵院 - 昭和初期に再興。
- 法寿院

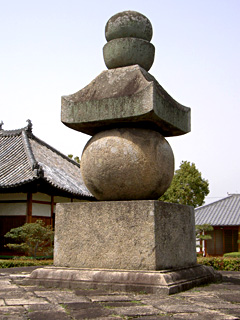
奥の院（法界躰性院）の興正菩薩（叡尊）廟塔

  - 阿弥陀堂 - 明暦2年（1656年）5月に一臈養房によって再建。
- 清浄院 - 1984年（昭和59年）に焼失するが翌年に再建。
- 法界躰性院（奥の院） - 奈良市西大寺野神町所在。
  - 興正菩薩廟塔（奈良県指定有形文化財） - 五輪塔。
  - 地蔵堂 - 江戸時代建立。
  - 阿弥陀堂
  - 骨堂（コツンドウ、奈良県指定有形民俗文化財） - 納骨堂。室町時代建立。
  - 歴代長老の墓

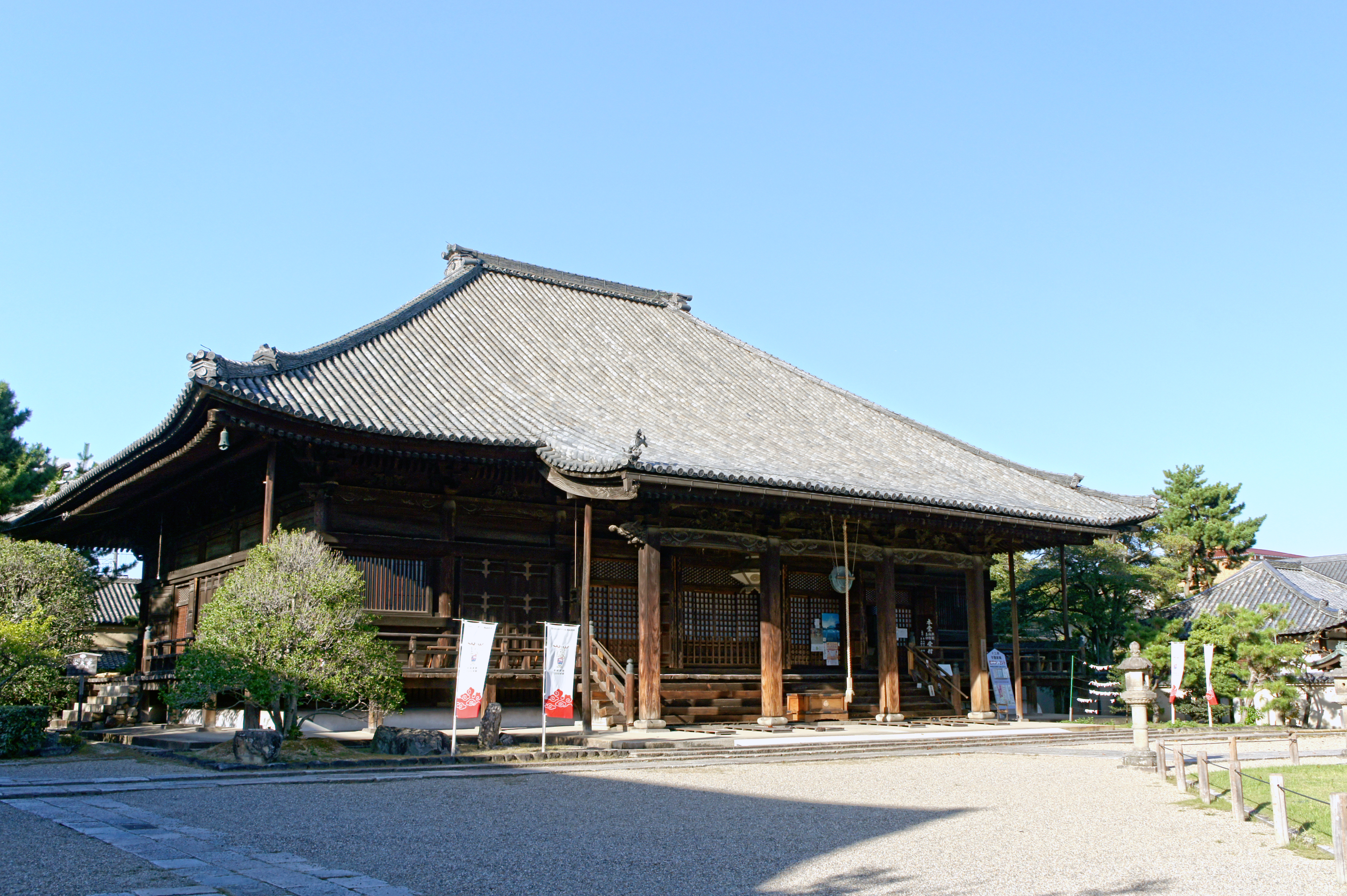
本堂
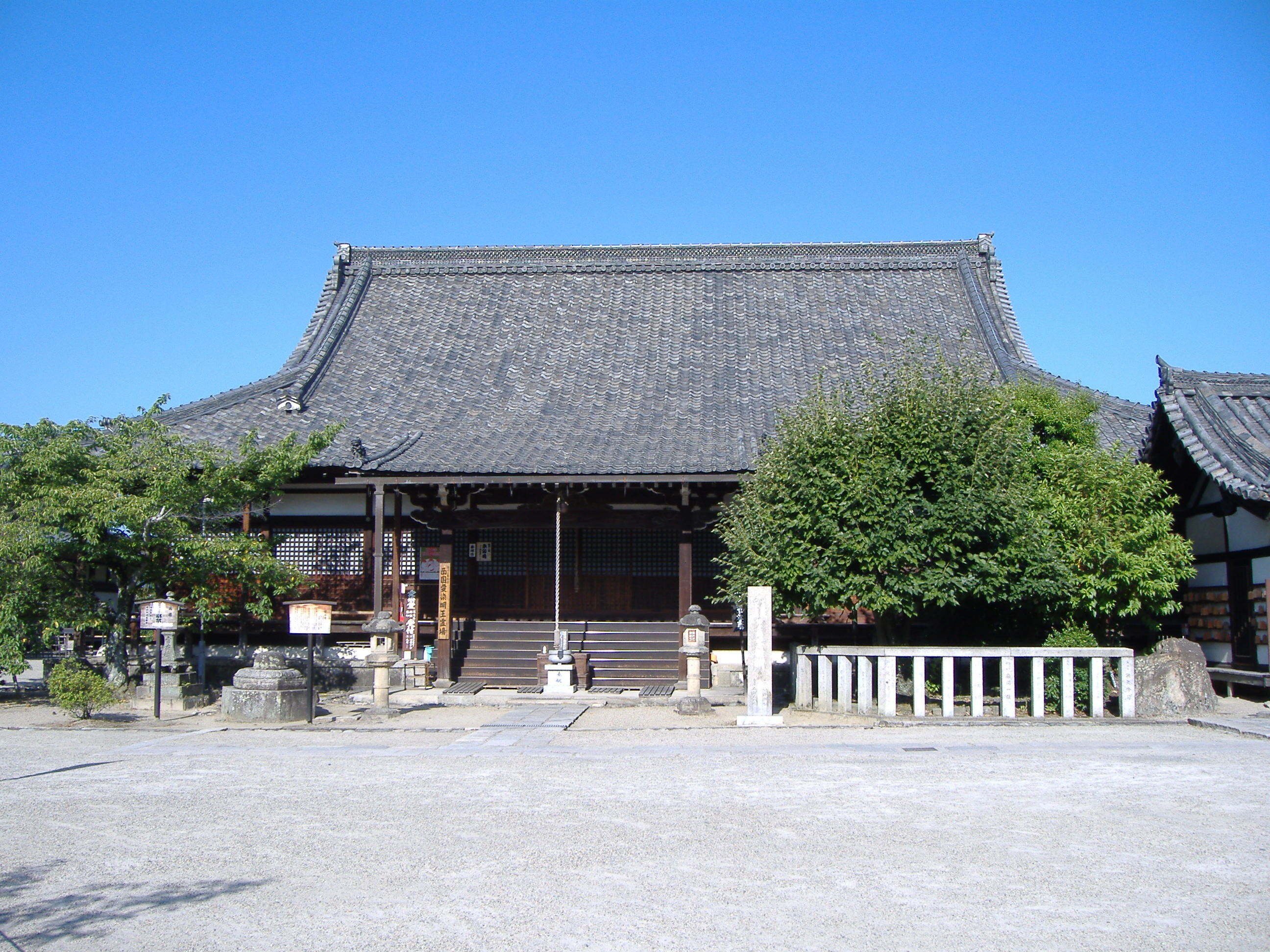
愛染堂
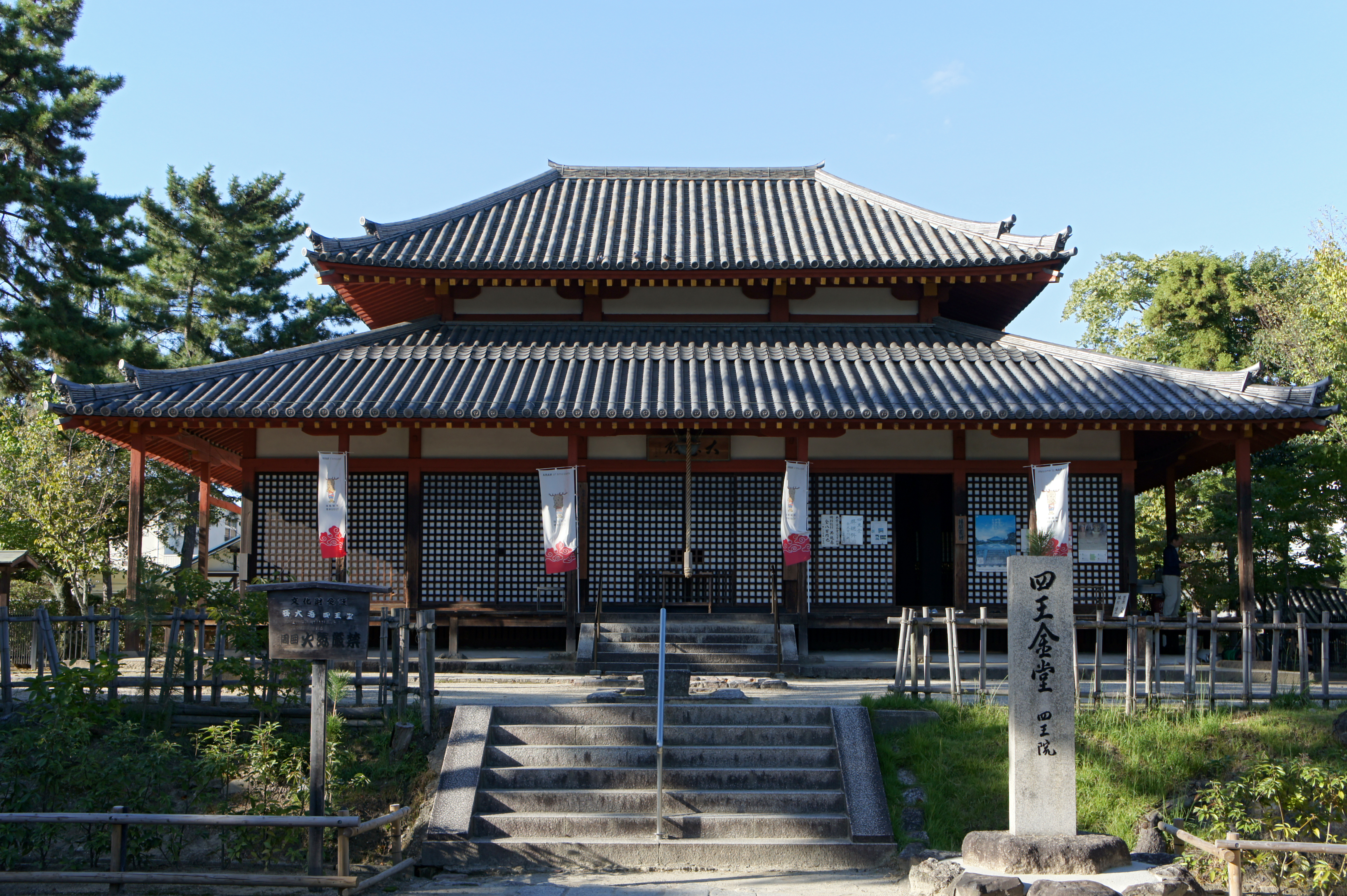
四王堂
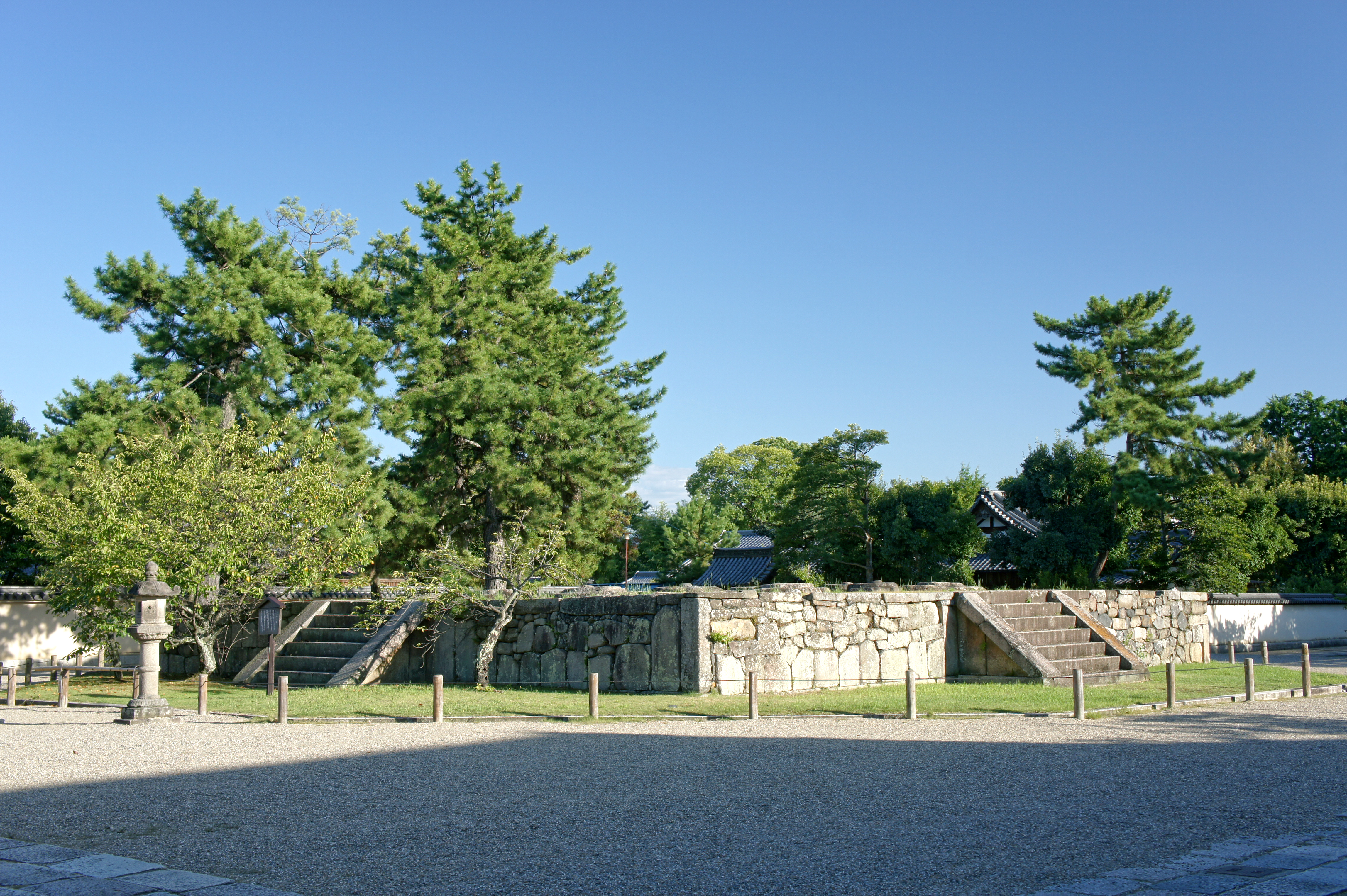
東塔跡
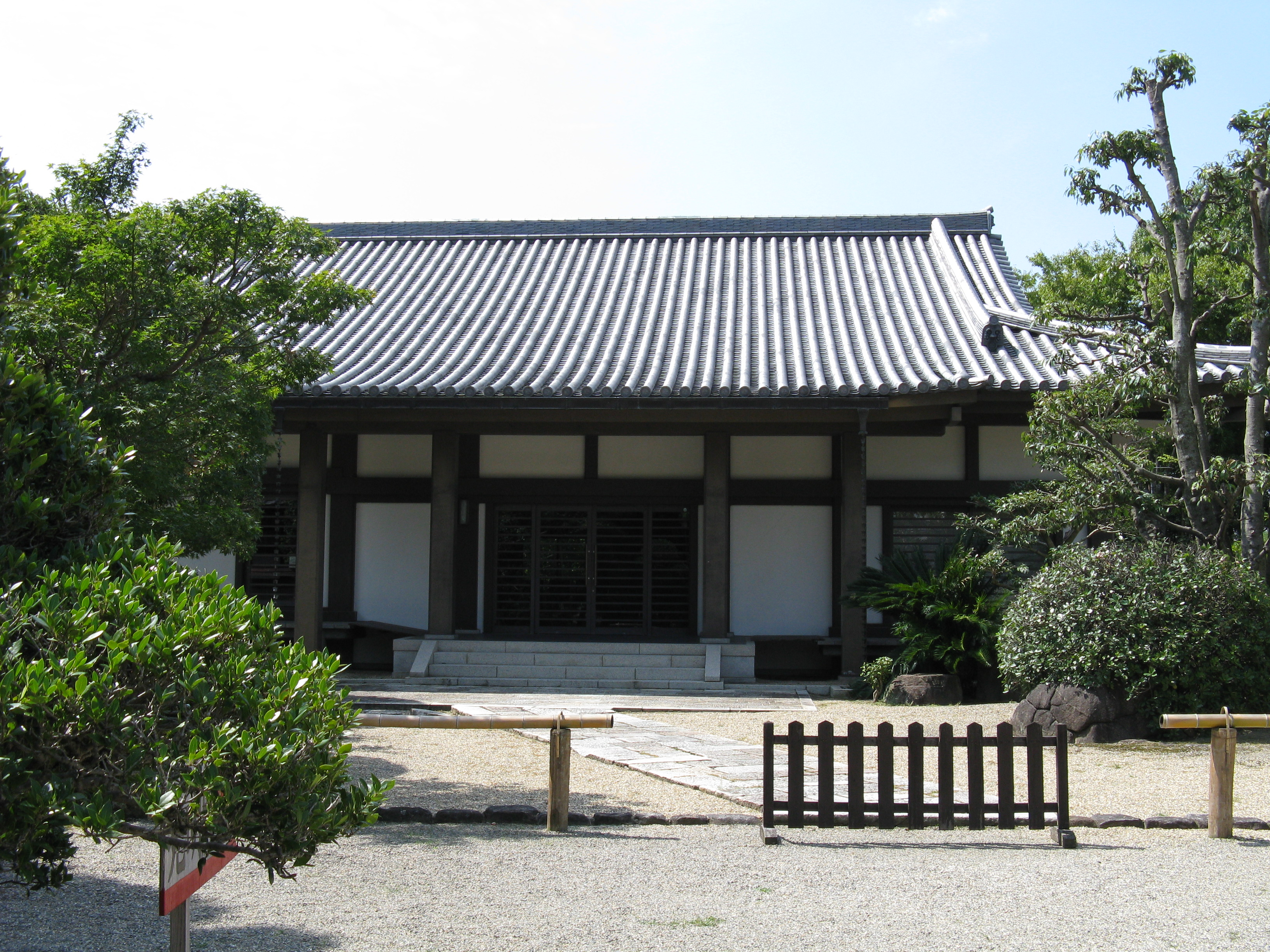
光明殿
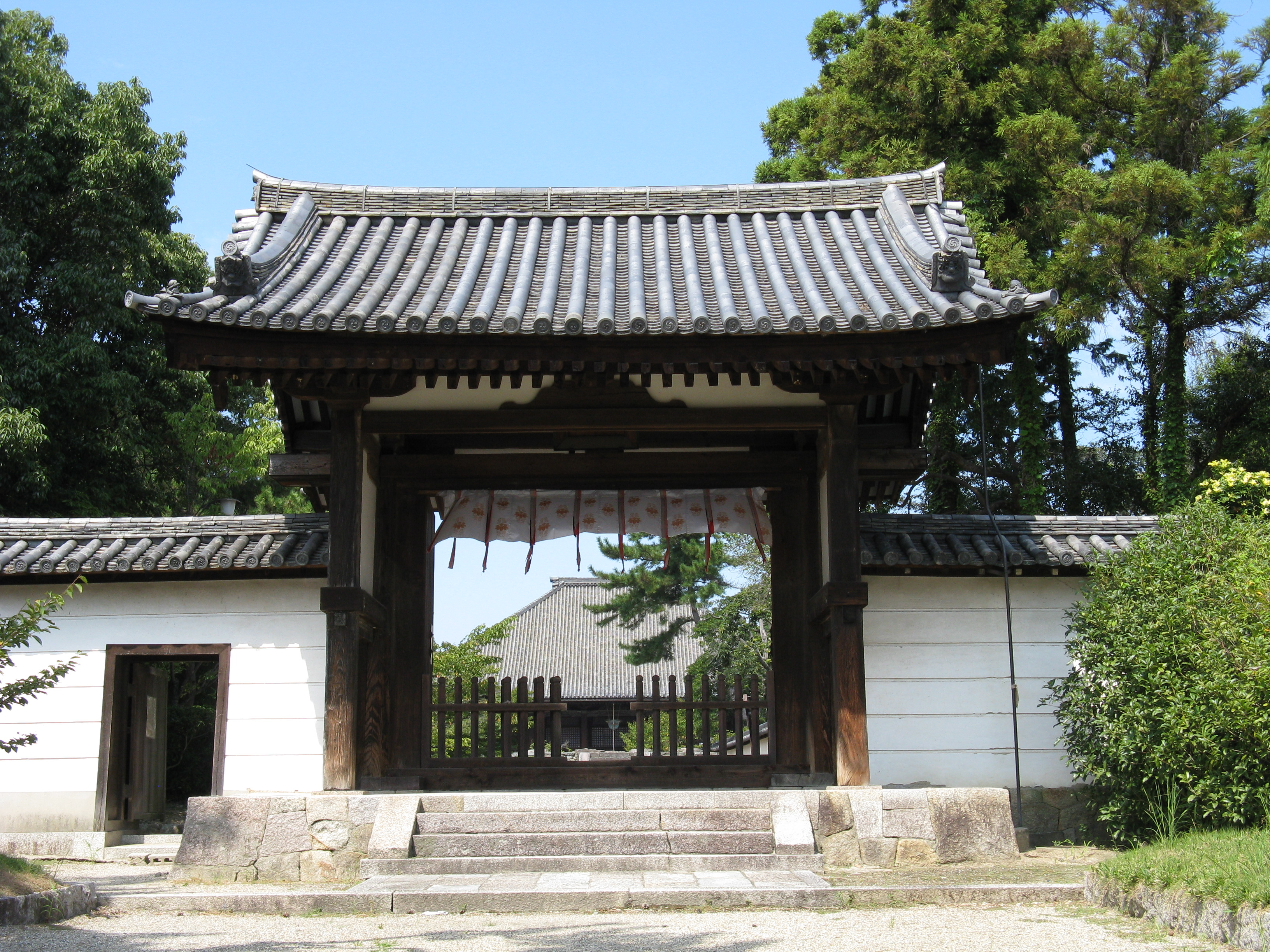
南門

### 共通拝観制
2022年4月1日から入山を有料化し、四王堂、本堂、愛染堂のいずれかで拝観料を納めると「共通拝観券」が発行され、これらの堂宇を拝観できる共通拝観制が導入される（2022年3月14日真言律宗定期宗議会決定）。2022年1月20日から南門は閉鎖されており、2022年4月1日から参拝者は東門と清浄院東側にある通路のみ通行できる。
2022年3月までは境内の通り抜けは自由で各堂で個別の拝観料が必要だったが、文化財管理の安全性を優先し、寺院の信仰空間の荘厳さを保つため、参拝目的以外の入山を控えるよう求めることになった。

## 文化財

### 国宝

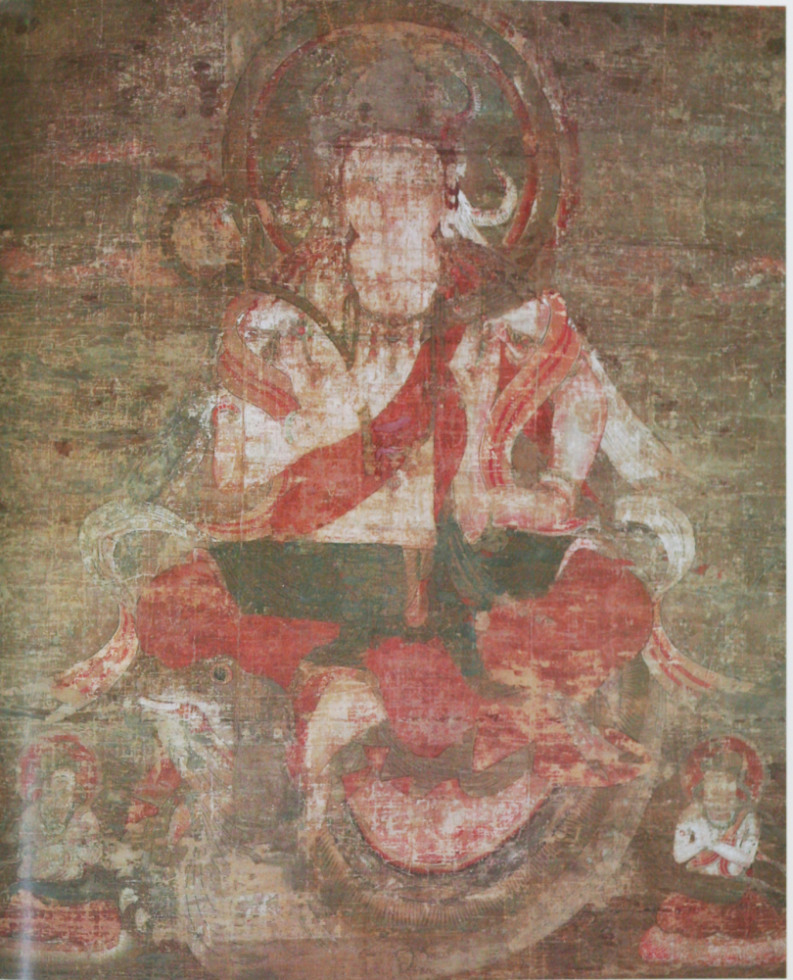
十二天像の水天（国宝）

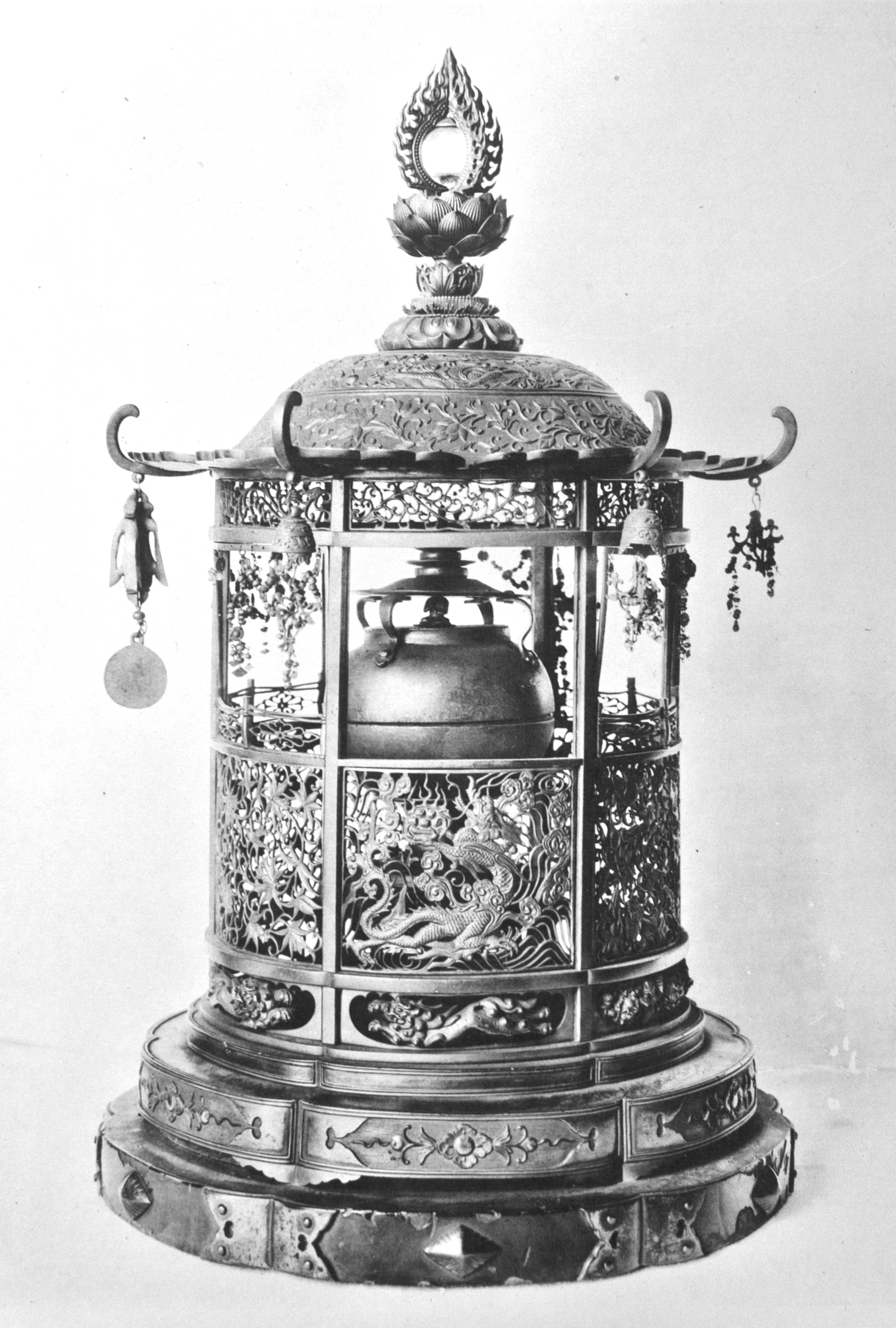
金銅透彫舎利塔 （国宝）

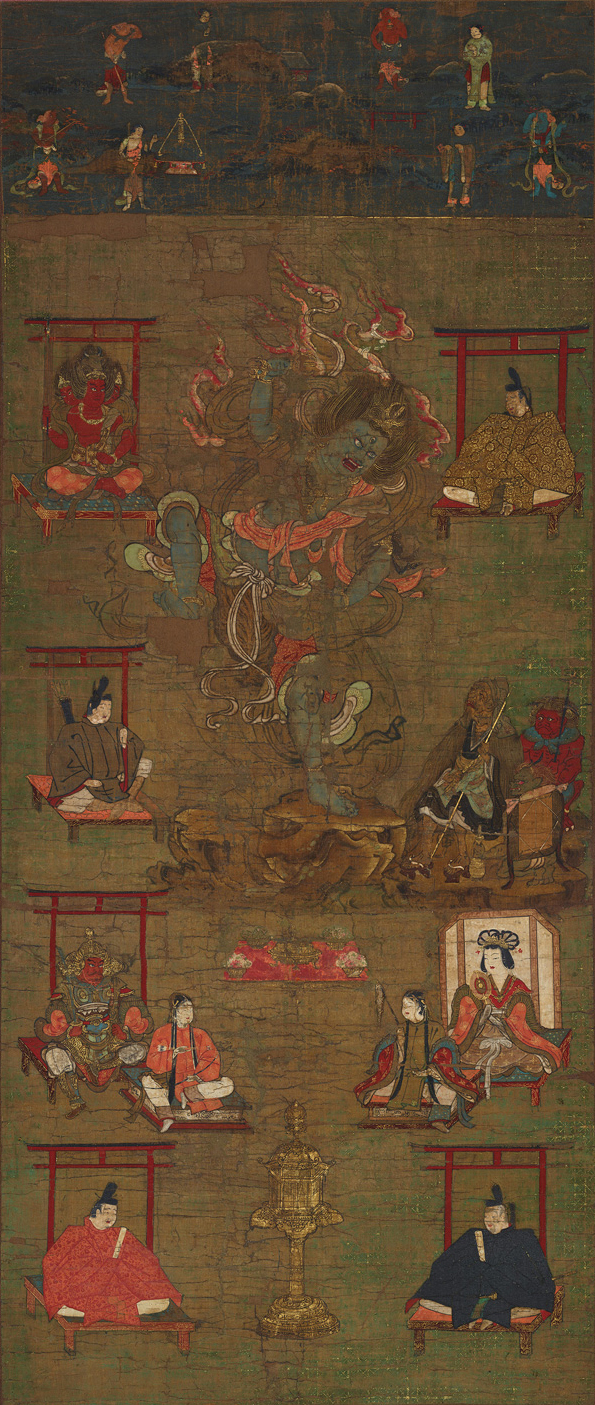
吉野曼荼羅図

- 絹本著色十二天像 - 12幅が完存する。全体に絵具の剥落・退色が目立つが、現存遺品の少ない平安時代前期、9世紀の仏教絵画の大作として貴重。奈良国立博物館に6幅、東京国立博物館と京都国立博物館に3幅ずつ寄託されている。
- 木造叡尊坐像 - 善春作・像内納入品[5]（像内納入品の細目は後出）
- 金銅透彫舎利塔 - 高さ37センチメートルの小品ながら、各所に繊細な透彫を施した入念な作で、鎌倉時代の金属工芸を代表するものの1つである。
- 金銅宝塔及び納置品（壇塔） - 宝塔とは、円筒形の塔身に屋根を乗せた形の塔。本作品は高さ約90センチメートルの金銅（銅に金メッキ）製の塔だが、木造建築の外観を忠実に模している。内部には叡尊が所持していた舎利を納める。文永7年（1270年）の作。正式の国宝指定名称は次のとおり。

一、金銅宝塔 1基 文永七年六月一日、本願主西大寺沙門叡尊、鋳物師友吉入道西珍等在銘
一、金銅宝珠形舎利塔 1基（下層内安置）
一、金銅筒形容器 1合
一、赤地二重襷花文錦小袋 1袋
一、水晶五輪塔 赤地錦小袋共 1基
一、水晶五輪塔 織物縫合小裹共 1基
附 修理文書 2通（以上上層内納置）
- 舎利瓶5具・鉄宝塔1基（附:木箱） - 鉄宝塔は前出の金銅宝塔と同形式の塔。鉄製で高さ172センチメートルの大型塔で、弘安七年（1284年）、大工藤原宗安の銘がある。内部に水瓶（すいびょう）形の銅製舎利容器5基を納める。
- 金光明最勝王経 10巻（附 月輪牡丹蒔絵経箱） - 天平宝字6年（762年）の書写（百済豊虫願経）。附（つけたり）指定の経箱は鎌倉時代の作。
- 大毘盧遮那成仏神変加持経 7巻 - 天平神護2年（766年）、称徳天皇付きの女官吉備由利が発願し、西大寺四王堂に安置した一切経の一部。

### 重要文化財
（建造物）
- 本堂

（絵画）
- 絹本著色釈迦三尊像（仁王会本尊）
- 絹本著色文殊菩薩像
- 絹本著色吉野曼荼羅図[6]

（彫刻）
- 木造釈迦如来立像 善慶等作（本堂安置）（附 像内納入品）
- 木造騎獅文殊菩薩及脇侍像5躯・像内納入品
- 厨子入木造愛染明王坐像 善円作（愛染堂安置）（附 像内納入品）
- 木造十一面観音立像（四王堂安置）
- 四天王立像（銅造3、木造1）（四王堂安置）
- 乾漆吉祥天立像
- 木心乾漆阿弥陀如来・釈迦如来・阿閦如来・宝生如来坐像
- 木造行基菩薩坐像
- 木造大黒天立像・像内納入品
- 木造如意輪観音坐像[7]

（※釈迦如来立像、騎獅文殊菩薩及脇侍像、愛染明王坐像、大黒天立像の像内納入品の細目は後出）
- 木造弥勒菩薩坐像[8] - 像内に元亨二年九月（1322年）等の銘がある。

（工芸品）
- 黒漆彩色華形大壇・黒漆箱形礼盤（愛染堂所在）
- 金銅舎利塔（伝叡尊於伊勢感得）
- 金銅舎利塔（伝亀山天皇勅封）
- 金銅密教法具 一具（金剛盤、五鈷鈴、独鈷杵、三鈷杵、五鈷杵）
- 金銅装犀角刀子
- 朱漆輪花天目盆 享徳四年銘
- 大神宮御正躰 納入文書8通、五穀五薬1包共

（書跡典籍、古文書、歴史資料）
- 感身学正記[注釈 3]
- 叡尊自筆書状 三月十九日、同廿一日 法花寺宛（二通）2巻
- 西大寺三宝料田畠目録 徳治二年叡尊置文及永仁六年鏡恵追録奥書
- 西大寺寺領絵図（大和国添下郡京北班田図 1巻、西大寺与秋篠寺堺相論絵図 1幅）
  - 附：西大寺寺中曼荼羅図、西大寺伽藍絵図
- 西大寺版板木 124枚（附：金光明最勝王経大科1帖、大乗入道次第科文1帖）

典拠：2000年（平成12年）までの指定物件については、『国宝・重要文化財大全 別巻』（所有者別総合目録・名称総索引・統計資料）（毎日新聞社、2000）による。

### 国の史跡
- 西大寺境内 - 指定区域は現境内のほか、叡尊墓五輪塔のある奥の院（奈良市西大寺野神町）、伝称徳天皇山荘跡（奈良市西大寺宝ヶ丘）を含む。創建時の主要伽藍があった土地（現境内の北側）は住宅地となっており、史跡の指定範囲外である。[9]

### 奈良県指定有形文化財
- 南門 1棟 - 室町時代。
- 愛染堂 1棟 - 江戸時代。
- 五輪塔 1基 - 鎌倉時代後期。
- 紺地金泥両界曼荼羅図 2幅 - 鎌倉時代 奈良国立博物館寄託。
- 絹本著色釈迦三尊十六善神図 1幅 - 鎌倉時代 奈良国立博物館寄託。
- 黒漆手巾台 1対 - 永徳3年（1383年）。
- 黒漆光明真言厨子 1基 - 鎌倉時代から南北朝時代。
- 元版一切経 3575帖
- 海竜王寺文書 一括 - 鎌倉時代から江戸時代。
- 紙本墨書西大寺資財流記帳 2巻 - 奈良国立博物館寄託。
- 西大寺諸国末寺帳 1巻 - 南北朝時代から明治時代。

### 奈良県指定有形民俗文化財
- 西大寺奥院納骨堂及び納入資料 1棟 一括

### 奈良市指定有形文化財
- 護摩堂 - 江戸時代。
- 鐘楼 - 江戸時代。
- 石落神社本殿 - 室町時代。
- 木造大黒天坐像
- 絹本著色元照律師像 - 奈良国立博物館寄託。
- 絹本著色興正菩薩像 - 奈良国立博物館寄託。

仏像の画像（古写真）

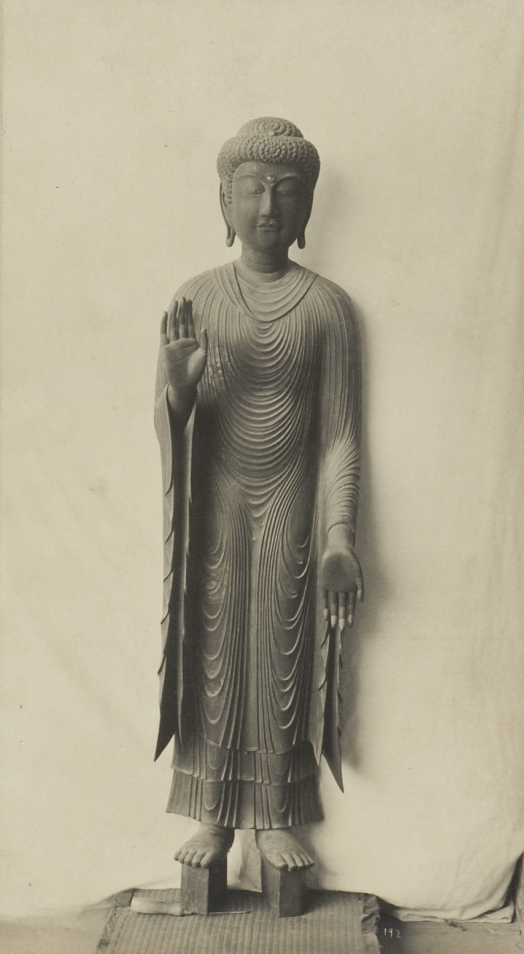
釈迦如来立像
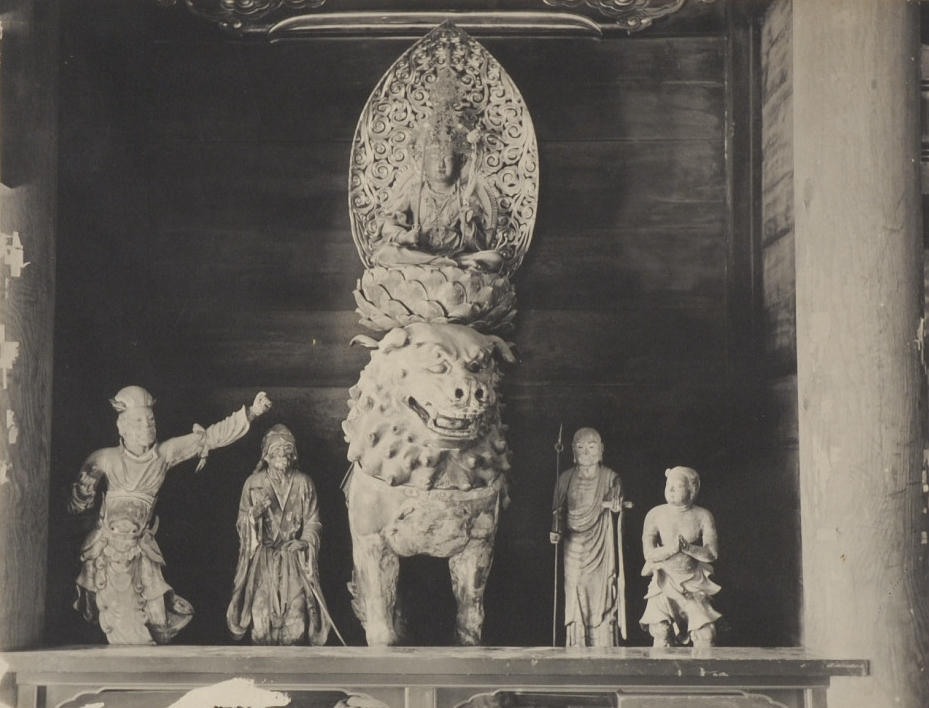
文殊五尊像
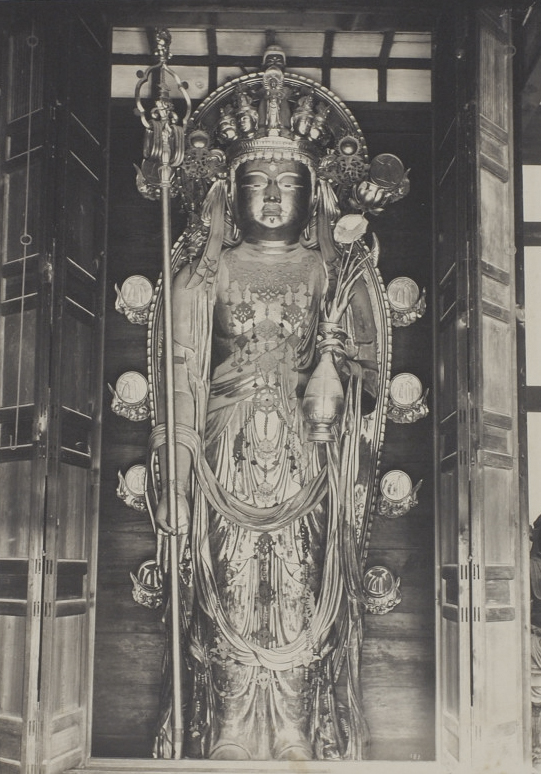
十一面観音立像（四王堂）
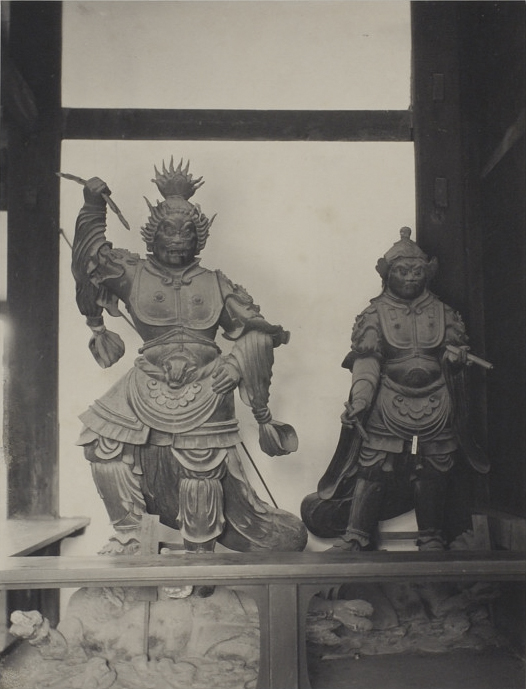
四天王立像（四王堂）（手前・増長天、奥・広目天）
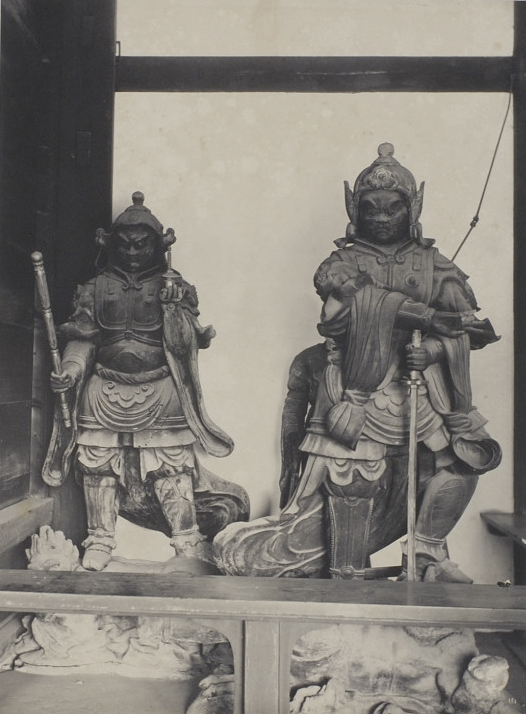
四天王立像（四王堂）（手前・持国天、奥・多聞天）
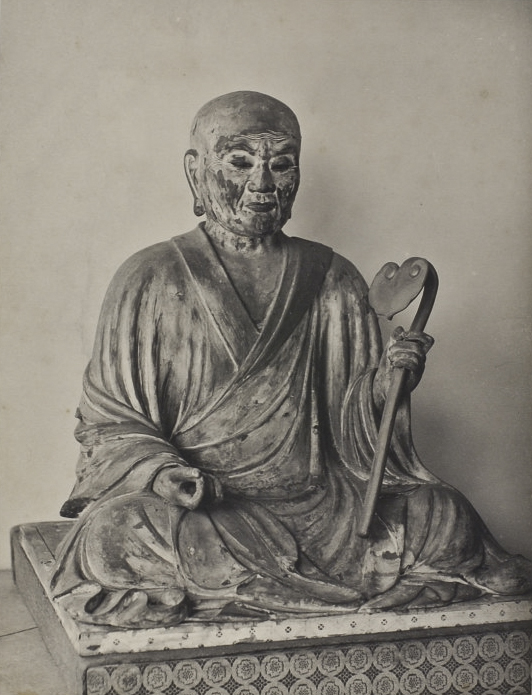
行基菩薩坐像
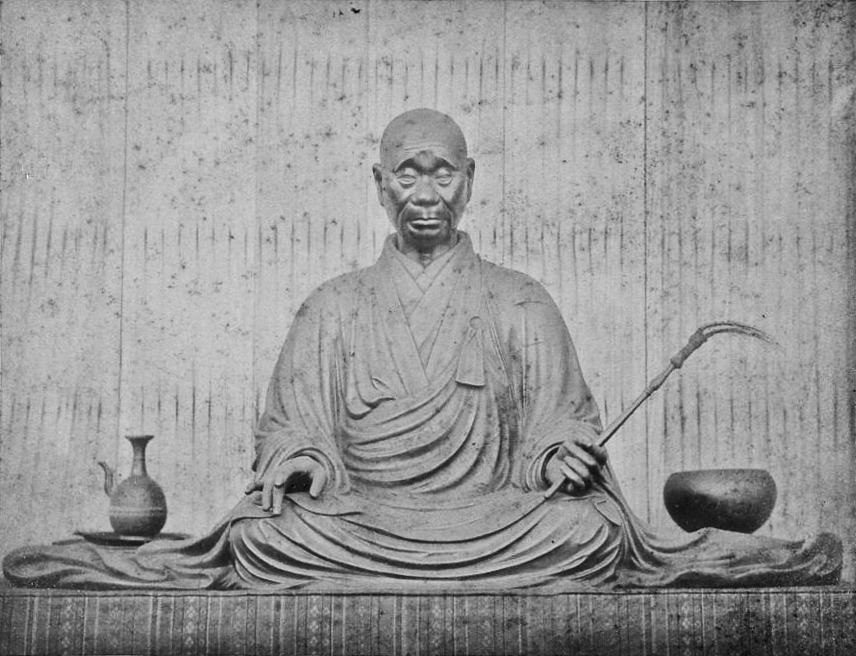
叡尊（興正菩薩）坐像
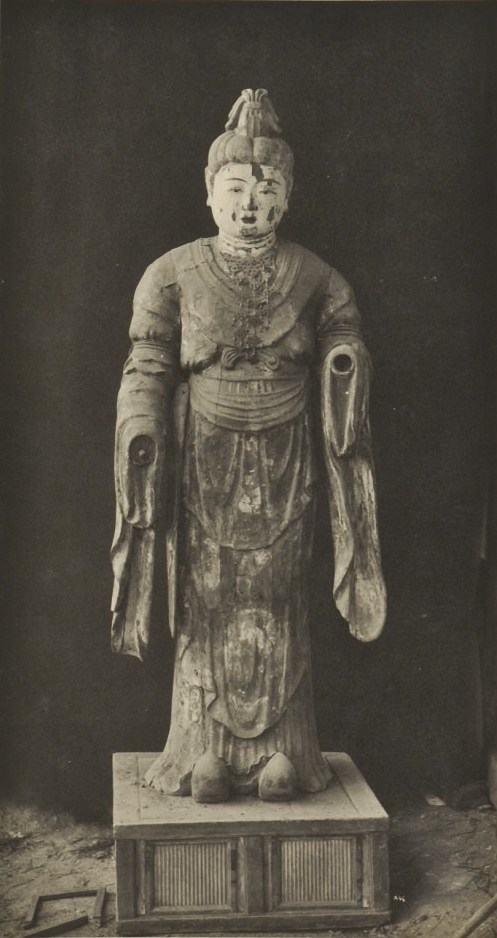
乾漆吉祥天立像

## 大茶盛
西大寺の大茶盛は、延応元年（1239年）1月16日、叡尊上人が西大寺復興のお礼に八幡神社に献茶した際に余服を地域の人々に振る舞った故事に由来する茶儀である。年中行事として行われているほか、団体申込で随時実施されている。
使用する茶碗は直径30センチメートル以上、重さ約7キログラムもあり、これを「一味和合」の精神で廻し呑む。
年中行事としては春と秋の大茶盛式（4月第二日曜日と前日土曜日、10月第二日曜日）、新春大茶盛式（1月15日）がある（年中行事と重なる場合は一般団体の大茶盛の受付はない）。

## 学園施設
境内（西大寺芝町1丁目1-9）に西大寺幼稚園（1950年〈昭和25年〉創立）がある。

## 前後の札所
真言宗十八本山
14 朝護孫子寺　-　15 西大寺　-　16 長谷寺
大和十三仏霊場
1 宝山寺　-　2 西大寺　-　3 安倍文殊院
西国愛染十七霊場
12 木津寺久修園院　-　13 西大寺　-　14 宝山寺
大和北部八十八ヶ所霊場
23 常光寺　-　24 西大寺　-　25 喜光寺
南都七大寺
4 大安寺　-　5 西大寺　-　6 薬師寺
神仏霊場巡拝の道
22 法華寺　-　23 西大寺　-　24 唐招提寺

## 交通アクセス
- 近畿日本鉄道（近鉄）大和西大寺駅南口下車、徒歩3分

## 関連文献
- 井上靖、塚本善隆監修、梅原猛、松本実道著『古寺巡礼奈良8 西大寺』、淡交社、1979
- 大橋一章; 松原智美 編『西大寺 ─美術史研究のあゆみ─』里文出版、2018年。ISBN 978-4898064603。
- 独立行政法人文化財研究所 奈良文化財研究所『奈良の寺 世界遺産を歩く』岩波書店、2003
- 奈良国立博物館編『奈良西大寺展』（特別展図録）、日本経済新聞社発行、1991
- 『日本歴史地名大系 奈良県の地名』、平凡社
- 『角川日本地名大辞典 奈良県』、角川書店
- 『国史大辞典』、吉川弘文館